# Moulay Brahim (Marroc)
Moulay Brahim (en àrab مولاي ابراهيم, Mūlāy Ibrāhīm; en amazic ⵎⵓⵍⴰⵢ ⴱⵕⴰⵀⵉⵎ) és una comuna rural de la província d'Al Haouz, a la regió de Marràqueix-Safi, al Marroc. Segons el cens de 2014 tenia una població total de 11.813 persones.